# Shahrestān-e Komījān
Shahrestān-e Komījān (persiska: شهرستان كميجان, كميجان) är en delprovins (shahrestan) i Iran.   Den ligger i provinsen Markazi, i den nordvästra delen av landet, 220 km sydväst om huvudstaden Teheran.
Delprovinsen hade 36 441 invånare 2016.